# Shigeto Ikeda
池田 茂人
Shigeto Ikeda (池田 茂人, Ikeda Shigeto) est un chirurgien thoracique japonais inventeur de la fibroscopie bronchique. Il est né le 1er juillet 1925 à Tokyo et mort en 2001.
Le père de Shigeto Ikeda, Tsunesaburo Ikeda, était médecin.
Shigeto Ikeda a souffert de pleurésie tuberculeuse, à l'âge de 23 ans, alors qu'il était déjà étudiant en médecine. Diplômé de l'Université Keiō en 1952, il exerce une activité de chirurgie thoracique et s'installe en 1962 au National Cancer Center Hospital de Tokyo récemment fondé.
Il développe en 1964 le premier fibroscope souple,. Il sera commercialisé en 1967 en collaboration avec la compagnie Machida Endoscope Co. Ltd, plus tard rachetée par Pentax, et la compagnie Olympus.
À la suite de ses travaux sur le fibroscope souple, Shigeto Ikeda a travaillé sur l'anatomie bronchique, nommant les bronches jusqu'au niveau sous-segmentaire. Il a fondé la World Association for Bronchology (devenue la World Association for Bronchology and Interventional Pulmonology) en 1978.
Shigeto Ikeda a publié une autobiographie intitulée Never Give Up. Il a pris sa retraite du National Cancer Center Hospital de Tokyo en mars 1991, et est mort le 25 décembre 2001 d'un infarctus du myocarde,.